# Henrique Marques de Oliveira Lisboa
Henrique Marques de Oliveira Lisboa (Porto Alegre, 2 de dezembro de 1799 — , 31 de dezembro de 1869) foi um militar e político brasileiro.
Filho de Francisco Marques Lisboa e de Eufrásia Joaquina de Azevedo Lima e irmão de Joaquim Marques Lisboa, o Almirante Tamandaré.
No posto de tenente-coronel combateu os farroupilhas em Laguna.
Foi deputado à Assembleia Legislativa Provincial de Santa Catarina na 1ª legislatura (1835 a 1837).
Foi presidente da província de Alagoas, de 16 de julho a 10 de novembro de 1845.